# Тим Бернерс-Ли
Сер Тим Бернерс-Ли (енгл. Ser Tim Berners-Lee; Лондон, 8. јун 1955) такође познат као ТимБл, енглески је инжењер и информатички научник. Најбоље је познат као изумитељ веба и челник World Wide Web конзорцијума. Тренутно је професор рачунарских наука на Универзитету у Оксфорду и Масачусетском технолошком институту (МИТ). Он је предложио систем за управљања информацијама у марту 1989. године, и имплементирао прву успешну комуникацију између  клијента и сервера путем интернета средином новембра исте године.
Крајем 1980-их, током свог рада у лабораторији CERN, Женева у Швајцарској, Тим Бернерс-Ли је комбиновањем различитих техника усавршио оно што данас зовемо World Wide Web, систем који омогућава линковање, прегледање и сортирање свих могућих информација преко рачунара повезаних са телекомуникацијским системима. Због тога, он се данас назива оцем интернета.
Бернерс-Ли је директор  конзорцијума (W3C), који надгледа континуирани развој Интернета. Он је такође оснивач  фондације и сениорски истраживач и носилац 3Com оснивачке позиције при МИТ лабораторији за рачунарску науку и вештачку интелигенцију (CSAIL). Он је директор Мрежне научне истраживачке иницијативе (WSRI), и члан саветодавног одбора МИТ центра за колективну интелигенцију. Године 2011, он је именован за члана одбора повереника Фордове фондације. Он је оснивач и председник Института за слободне податке. Добитник је и неколико почасних доктората.
За своје заслуге, овај Британац који је рођен 1955. године у Лондону и који сада живи у САД, одликован је и награђен племићком титулом од стране британске краљевске куће 2004. године. Априла 2009, он је изабран за страног сарадника Националне академије наука САД. Бернерс-Ли је добио Туринг награду 2016. године за проналазак веба, првог веб претраживача и основних протокола и алгоритама који дозвољавају мрежи да се шири. Именован у Тајм магазиновом списку 100 најважнијих људи 20. века, Бернерс-Ли је примио и бројна друга признања за свој изум. Њему је одана почаст као „WWW изумитељу” током церемоније отварања Олимпијских игара 2012. године, којој је лично присуствовао, радећи на класичном  рачунару на Олимпијском стадиону у Лондону. Он је твитовао „Ово је за сваког”, што је одмах било исписано на ЛЦД екранима причвршћеним на столице 80.000 људи у публици.

## Младост и образовање
Тим Бернерс-Ли је рођен у Лондону, Енглеска, Уједињено краљевство, као једно од четворо деце родитеља Мери Ли Вудс и Конвеја Бернерс-Лиа. Његови родитељи су радили на првом комерцијалном рачунару, Феранти Марк 1. Он је похађао Шин маунт основну школу, а затим је ишао у Емануел школу у југоисточном Лондону од 1969. до 1973. године, која је у то време била гимназија директне стипендије, а касније је постала независна школа 1975. године. Као велики заљубљеник у возове као дете, он се упознао са електроником играјући се са моделском пругом. Он је студирао на Квин колеџу у Оксфорду од 1973. до 1976. године, где је стекао диплому прве класе из области физике. Док је био на колеџу, Бернерс-Ли је направио рачунар од старог телевизијског апарата, који је купио из радионице за поправку.

## Каријера
Тим Бернерс-Ли је дипломирао 1976. године на Оксфорду у Енглеској. Послије тога је провео две године на Plessey Telecommunications Ltd, највећем Британском произвођачу телекомуникацијске опреме. Почетком 1978. године напушта ово радно мјесто и придружује се компанији D.G Nash Ltd, гдје је радио на програму за интелигентне штампаче и „мултитаскинг” оперативном систему.
Међутим, прави развој његове каријере почиње 1980. године у Церну у Женеви, када је заправо и зачета идеја о свјетској мрежи. Он је предложио пројекат који се базирао на хипертексту, а презентацију пројекта извршио је путем прототипа крајем исте године. Исте године Бернерс Ли напушта Церн, да би се вратио у исти 1984. године као сарадник. Одмах по повратку се посвећује добијању потпуног финансирања за развој свог пројекта базираног на хипертексту. У марту 1989. године представио је систем за комуникацију између научника унутар једне јединице Церна, а заснивао се на два принципа: отворени дизајн и пренос путем мреже. Пројекат је прихватио Мајк Сендал.

## Светска мрежа
Прва веб-страница пуштена је на мрежу 6. августа 1991. године из Церна на граници са Француском. Представљајући World Wide Web Тим Бернерс-Ли је рекао:
World Wide Web је направљен да буде библиотека људског знања, људске културе, која дозвољава креирање индивидуалних веб сајтова преко којих људи могу размјењивати идеје.
Изворни код свјетске мреже постао је доступан на бесплатној бази 30. априла 1993. године. Дакле, од свог почетка свјетска мрежа је била бесплатна, каква је и данас. До краја 1993. године постојало је 500 веб-сервера и проток на вебу чинио је један проценат на мрежи, што је у тим почетним годинама био значајан успјех.
info.cern.ch је била адреса првог светског веб-сајта и веб-сервера, који је радио на NeXT компјутеру у CERN. Прва адреса веб-странице је била http://info.cern.ch/hypertext/WWW/TheProject.html, која садржи информације о WWW пројекту. Посетиоци су могли да сазнају више о хипертексту, техничким детаљима за креирање сопствене веб-странице, па чак и о објашњењу како претраживати Веб за информације. Нема снимака екрана на овој оригиналној страници и, у сваком случају, информације су биле доступне на страници како је развијан WWW пројект. Можете пронаћи каснију копију (1992) на World Wide Web Конзорцијум веб-сајту.
Сљедеће године, 1994. године, Бернерс-Ли је основао W3C на Масачусетском универзитету (МИТ). Како је сам рекао, циљ је био да окупи компаније које су спремне да унаприједе стандарде свјетске мреже.
Интересантно је да је у чланку Тајмса из 1999. године, Тим Бернерс-Ли упутио извињење због косих црта ("//") које се морају уносити приликом сурфовања на свјетској мрежи. Како је рекао у интервјуу, тадашња технологија му је дозвољавала да направи адресе без косих црта, али их је ипак ставио у првобитну верзију.

## Тренутни рад
- У јуну 2009. године тадашњи премијер Велике Британије, Гордон Браун, објавио је да ће Тим Бернерс-Ли радити на пројекту који би требало да омогући бољи и лакши приступ подацима на мрежи.[38]
- Заједно са професором Најџелом Шедболтом од априла 2010. године ради на пројекту data.gov.uk, који је такође финансиран од Владе Велике Британије.[39]
- У новембру 2009. године лансирао је пројекат Фондације Свјетске мреже, који је замишљен као пројекат који ће омогућити позитивне промјене овог сервиса.[40]
- Поред многих других пројеката, Бернерс-Ли је предсједник Отвореног института за податке.[41]

## Значајна признања
- Један је од 6 чланова Куће славних када је у питању свјетска мрежа.[42]
- Магазин Тајм прогласио га је 1999. године за једног од 100 најважнијих људи 20. вијека.[43]
- Би-Би-Си га је 2002. године прогласио за једног од 100 великих Британаца.[44]
- Интернет удружење уврстило га је 2012. године међу 89 чланова Дворане славних интернета.[45]
- Званично признање за инвенцију свјетске мреже добио је 27. јула 2012. године на Церемонији отварања Олимпијских игара у Лондону.[46]

## Публикације
- Berners-Lee, Tim; Fischetti, Mark (1999). Weaving the Web: The Original Design and Ultimate Destiny of the World Wide Web by its inventor. Britain: Orion Business. ISBN 978-0-7528-2090-3.
- Berners-Lee, T (2010). „Long Live the Web”. Scientific American. 303 (6): 80—85. PMID 21141362. doi:10.1038/scientificamerican1210-80.
- Shadbolt, N.; Berners-Lee, T. (2008). „Web science emerges”. Scientific American. 299 (4): 76.—81.
- Berners-Lee, T.; Hall, W.; Hendler, J.; Shadbolt, N.; Weitzner, D. (2006). „Computer Science: Enhanced: Creating a Science of the Web”. Science. 313 (5788): 769.—771.